# 威利校管
威利工友（英語：Groundskeeper Willie）是动画片《辛普森一家》中的角色，由丹·卡斯泰拉内塔配音，并在剧集“Principal Charming”中首次出现。他是春田镇小學的校管。威利野生的特質，是來自他非常自豪的家鄉蘇格蘭。他有着火紅的頭髮和鬍子，以及攻擊性的氣質和強烈的蘇格蘭口音，还总是穿着他的苏格兰裙吹一只大高地风笛。